# A Malév 262-es járatának balesete
A Malév 262-es járata a Budapest Ferihegy nemzetközi repülőtér és a Thessaloniki repülőtér között közlekedett. 2000. július 4-én egy Tu–154 repült ezen az útvonalon. A görög repülőteret megközelítve a személyzet időzavarba került, így elmaradt az ellenőrzőlista felolvasásának befejezése és a futóművek kinyitása, a repülőgép először behúzott futóművekkel landolt, csak másodszorra sikerült letenni helyesen. Személyi sérülés nem történt.

## A baleset folyamata

### A repülés
A Budapest–Szaloniki útvonalon általában egy Boeing 737-300 repült, de aznap a szokásos gépnek (HA-LES) motorhibái voltak, ezért a Malév az utolsó pillanatban egy kiselejtezés előtt álló Tu–154-est (HA-LCR, becenevén "LCRómeó") jelölt ki a feladatra. A kapitány Hegedűs Zoltán, az első tiszt Süle Péter volt. A Budapestről való startolás után a repülőgép kiváló időjárási körülmények között Görögország felé vette az irányt. Egy hegyvonulat fölött haladtak el, és a gép időnként csupán 100 méteren repült a hegycsúcsok felett. Az elektronikus jelzőrendszer érzékelte ezt, és emiatt folyamatosan figyelmeztette a hajózószemélyzetet, hogy eresszék le a futóműveket. Mivel a többszöri jelzés zavarta a pilótákat, a kapitány egyszerűen kikapcsolta az egész rendszert.
A repülőgép további problémák nélkül, gyorsan közeledett Szalonikihez. A vártnál valamivel hamarabb felvette a kapcsolatot az irányítótoronnyal. A leszállópályát akkor egy Boeing 757 foglalta, amely éppen felszálláshoz készülődött. Hegedűs Zoltán úgy döntött, nem száll le azonnal, hanem megvárja a 757 távozását. Amint az elhagyta a repülőteret, a kapitány megkezdte a landolást. A hibás megközelítés miatt azonban kevés idő állt rendelkezésükre, így nem tudták elolvasni a kötelező ellenőrzőlistát (check-list), a korábban deaktivált jelzőrendszer pedig nem tudta figyelmeztetni a pilótákat. Mindeközben a gép már megkapta a leszállási engedélyét az irányítótoronytól. 

### Első leszállási kísérlet
Ahogyan a repülőgép közeledett a leszállópálya felé, egy másik – az előtéren álló – gép kapitánya, Trenkner Péter észrevette, hogy a gép futóművei be vannak húzva. Tudta, hogy ezek kinyitására már nincs idő, és kétségbeesetten belekiabált a rádióba: „Startolj át, Malév, startolj át!” Hegedűs kapitány azonnal parancsot adott az átstartolásra, és maximális fokozatra állította a hajtóműveket. A hajtóművek azonban lassan gyorsultak, a gép süllyedt. Végül kb. 243 km/h-s sebességgel súrolta a leszállópályát, nagyjából 400 métert csúszott, majd hirtelen visszapattant, és újra a levegőbe emelkedett. A jármű hasa és fékszárnyai súlyosan megrongálódtak.
A gép a majdnem végzetes kimenetelű akció után 1 km magasságba emelkedett, és kiengedte futóműveit. A repülőtéren átmeneti leszállási tilalmat rendeltek el minden más repülő számára. Az első próbálkozás után a gép még további 16 percen és 20 másodpercen át volt a levegőben.

### Második leszállási kísérlet
A hajózószemélyzet igyekezett a lehető legsimább leszállásra, mert féltek, hogy a futóművek eltörnek, a gép pedig becsapódik. A második leszállás végül sikeres volt.

## A vizsgálat
A vizsgálatok elsősorban Hegedűs Zoltán kapitány, Süle Péter első tiszt, illetve Linnert Miklós fedélzeti mérnök felelősségét állapították meg, akik nem követték az irányítók utasításait, illetve nem észlelték időben a behúzott futóműveket. A repülőgép személyzete ugyanis az utasításokkal ellentétben az engedélyezettnél korábban fordult be a repülőtér irányába, ezzel a számítottnál korábban érte azt el. Az ellenőrző listát nem olvasták föl. Az irányítótorony is hibázott, amikor hagyta, hogy a gép  folytassa a megközelítést, bár nyilvánvalóan észlelte, hogy a jármű nem az utasításainak megfelelően manőverezik.
Végül 2004. október 4-én tettek pontot az ügy végére: a kapitányt 135 000, az első tisztet és a fedélzeti mérnököt pedig 105-105 ezer forint pénzbüntetésre ítélték. Továbbá 1,4 millió forintos bűnügyi költség megfizetésére is kötelezte őket az ítélet.

## A repülőgép sorsa

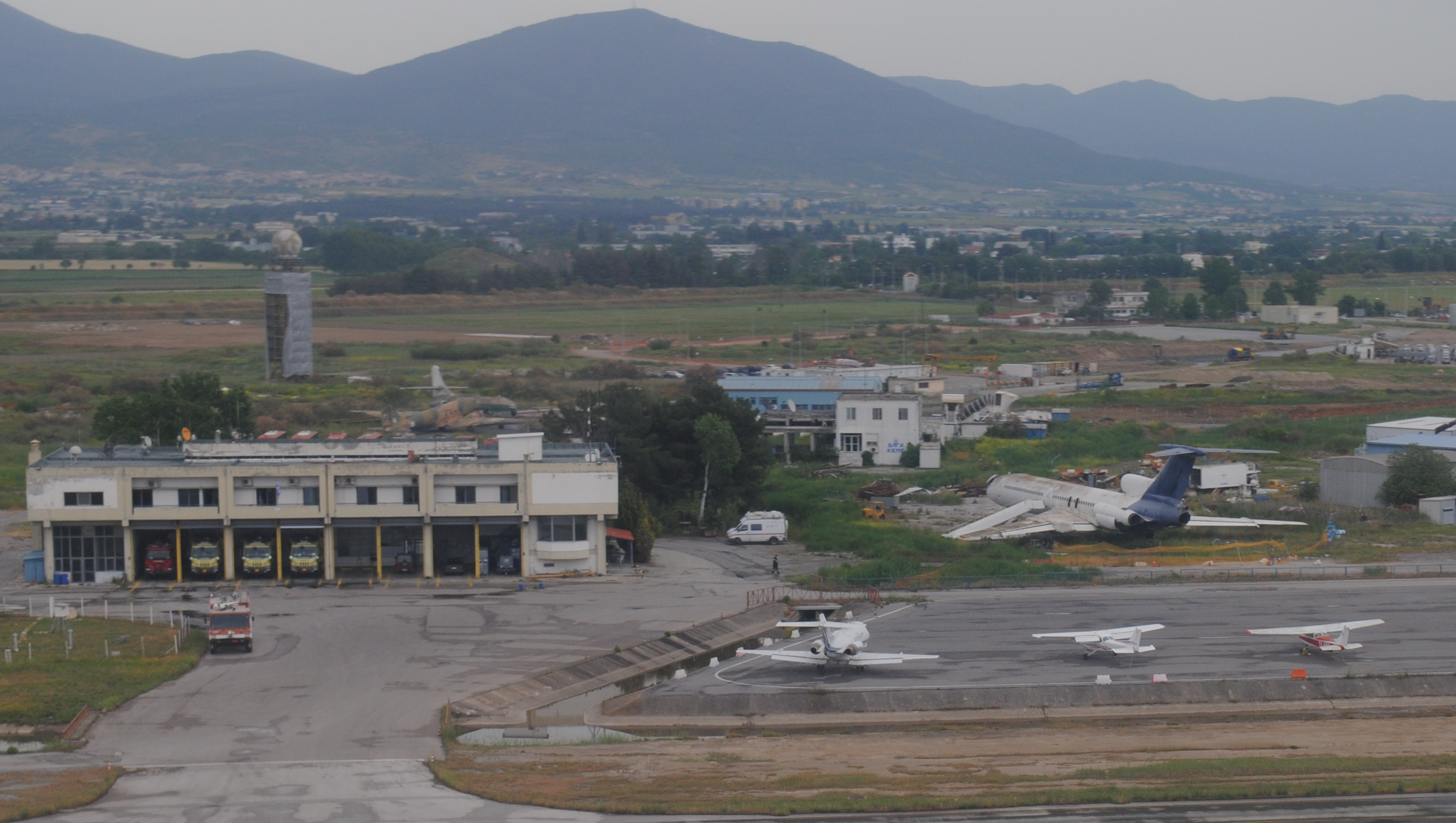
A Tu-154 törzse a repülőtér tűzoltósága mellett, 2018 áprilisában

A Tupolev Tu-154B-2 repülőgépben több mint 2 000 000 dollár kár keletkezett, így a Malév a gépet a repülőtérnek ajándékozta. A gép törzsét az irányítótorony közelében helyezték el, ahol csaknem két évtizeden át a repülőtéri tűzoltóság gyakorlatozott rajta. 2018 végén a repülőgépet lebontották.
Egy évvel a baleset után a Malév kivonta flottájából a repülőgéptípust.